# Wittova pločica
Wittova pločica dio je sada već relativno zastarjelog laboratorijskog pribora koja služi odsisavanju manjih količina kristala.
To je porculanska, rupičasta pločica kosih rubova, promjera 15-25 mm koja se polaže u obični lijevak za filtriranje. Prekriva se navlaženim filtar-papirom 3-4 mm većeg promjera.
Izumio ju je ruski kemičar Otto Nikolaus Witt.